# シーウェイモデルシリーズ
シーウェイモデルシリーズ（SEA WAY MODEL SERIES）とは、フジミ模型が販売している喫水線から上のみを実物の700分の1スケールで模型化した、艦船プラモデルシリーズの一つ。

## 概要
フジミ模型は1971年より静岡模型教材協同組合の一員として、他の3社（青島文化教材社、田宮模型、ハセガワ）と共同して1/700統一スケールの艦船キット、ウォーターラインシリーズの販売を開始した。ウォーターラインシリーズは現在まで続く長期シリーズであるが、フジミ模型は1992年に静岡模型教材共同組合から脱退し、自社担当分のキットをウォーターラインシリーズから引き揚げてシーウェイモデルシリーズという名称に変更して独自の商品展開を始めた。従って、シーウェイモデルシリーズには、ウォーターラインシリーズの一部として開発されたキットと、シーウェイモデルシリーズとして新たに開発されたキットがある。

## シリーズ内容
シーウェイモデルシリーズは大きく4つのグループに分けられる。
1. ウォーターラインシリーズの一部として開発・販売されていたもの。日本艦と外国艦が含まれ、日本艦はウォーターラインシリーズ内で他社によってリメイクされている。外国艦のうち英空母イーグル、米空母レキシントン、ドイツ装甲艦(ドイッチュラント、アドミラル・グラーフ・シュペー)はリメイクされていない。
2. 那珂 、 アドミラル・シェーア 、 鳳翔 等のウォーターラインシリーズでは未発売だったウォーターラインシリーズのキットのバリエーションと、ウォーターラインシリーズ時に企画されながら未発売だった艦。鳳翔はウォーターラインシリーズでは未発売であり、後述の新規開発版が登場するまで唯一のインジェクションキットであった。
3. キティホーク級航空母艦と1990年代後半から2000年代初めの米太平洋艦隊の主要艦艇。キティホーク級は1/700では唯一のキットであるが、その他の艦は殆ど他のメーカーからも発売されている。
4. 新規開発による第二次大戦時の日本艦艇。初期に開発された大和型戦艦と妙高型重巡洋艦が、ウォーターラインシリーズでリメイクが行われてから程ない時期での発売であったため、一部からアイテムの選択に疑問の声も出され、それ以降暫く特設給油艦や空母海鷹など他社と重複しないものが選ばれる傾向にあった。初の完全リメイクとなった戦艦金剛、榛名は、先行して発売された1/350キットのスケールダウンとも言うべき内容であった。これ以降、再び他社と競合するアイテムも発売するようになっている。

シーウェイモデルシリーズのキットの一覧は、「ウォーターラインシリーズキット一覧」を参照のこと。